# Anisodes tolinta
Anisodes tolinta är en fjärilsart som beskrevs av William Schaus 1901. Anisodes tolinta ingår i släktet Anisodes och familjen mätare. Inga underarter finns listade i Catalogue of Life.